# Критерій узгодженості Пірсона

Критерій узгодженості Пірсона — один з найвідоміших критеріїв {\displaystyle \chi ^{2}}, тому його часто і називають просто «критерій хі-квадрат». Використовується для перевірки гіпотези про закон розподілу.
Ґрунтується на групованих даних. Область значень передбачуваного розподілу {\displaystyle \digamma _{1}} ділять на деяке число інтервалів.
 Після чого будують функцію відхилення ρ по різницях теоретичних імовірностей потрапляння в інтервали групування й емпіричних частот.
Нехай X=(X1,…, Xn) — вибірка з розподілу {\displaystyle \digamma }. Перевіряється проста гіпотеза {\displaystyle H_{1}={\digamma =\digamma _{1}}} проти складної альтернативи {\displaystyle H_{2}={\digamma \neq \digamma _{1}}}.

Нехай A1,…, Ak — інтервали групування в області значень випадкової величини з розподілом {\displaystyle \digamma _{1}}. 
Позначимо для j=1,…,k через {\displaystyle \nu _{j}} число елементів вибірки, що потрапили в інтервал {\displaystyle A_{j}}:

{\displaystyle \nu _{j}=(X_{i}\in A_{j})=\sum _{i=1}^{n}I(X_{i}\in A_{j})},
і через {\displaystyle p_{j}>0} — теоретичну ймовірність {\displaystyle P_{H1}(X_{1}\in A_{j})} попадання в інтервал {\displaystyle A_{j}} випадкової величини з розподілом {\displaystyle \digamma _{1}}. 
З необхідністю, {\displaystyle p_{1}+...+p_{k}=1}. 
Як правило, довжини інтервалів вибирають так, щоб {\displaystyle p_{1}=...=p_{k}={\frac {1}{k}}}.

Нехай {\displaystyle \rho (X)=\sum _{j=1}^{k}{\frac {(\nu _{j}-np_{j})^{2}}{np_{j}}}} (1). 

## Зауваження
Якщо розподіл вибірки {\displaystyle \digamma _{2}\neq \digamma _{1}} має такі ж, як в {\displaystyle \digamma _{1}}, імовірності {\displaystyle p_{j}} попадання в кожний з інтервалів {\displaystyle A_{l}}, то по даній функції {\displaystyle \rho }ці розподіли розрізнити неможливо.

Тому насправді критерій, який ми побудуємо по функції {\displaystyle \rho }з (1), вирішує зовсім інше завдання. А саме, нехай заданий набір імовірностей {\displaystyle p_{1},...,p_{k}} такий, що {\displaystyle p_{1}+...+p_{k}=1}. Критерій {\displaystyle \chi ^{2}} призначений для перевірки складної гіпотези H2'={розподіл Х1 має властивість: Р(Х1 ∈ Аj)=pj для всіх j=1,…,k} проти складної альтернативи H2'={H1' невірна}, тобто H2'={хоча б для одного з інтервалів ймовірність P(X1 ∈ Аj) відізняється від pj}

## Правило критерію
Перед тим, як сформулювати правило прийняття або відкидання гіпотези необхідно врахувати, що критерій Пірсона має правобічну критичну область.

## Теорема Пірсона
Якщо вірна гіпотеза H1', то при фіксованому k й при {\displaystyle n\to \infty }: {\displaystyle \rho (X)=\sum _{j=1}^{k}{\frac {(\nu _{j}-np_{j})^{2}}{np_{j}}}\Rightarrow H_{k-1},}
де, нагадаємо,{\displaystyle H_{k-1},} є {\displaystyle \chi ^{2}}-розподіл зі {\displaystyle k-1} ступенем вільності.

## Зауваження
Насправді критерій {\displaystyle \chi ^{2}} застосовують і для розв'язку первісного завдання про перевірку гіпотези {\displaystyle H_{1}={\digamma =\digamma _{1}}}. Необхідно тільки пам'ятати, що цей критерій недостатній для альтернатив з тими ж імовірностями попадання в інтервали розбиття, що й в {\displaystyle \digamma _{1}}. Тому беруть велику кількість інтервалів розбиття — чим більше, тим краще, щоб «зменшити» число альтернатив, нерозрізнених з передбачуваним розподілом.

## Критерій Пірсона для перевірки параметричної гіпотези
Критерій {\displaystyle \chi ^{2}} часто застосовують для перевірки гіпотези про вид розподілу, тобто про приналежність розподілу вибірки деякому параметричному сімейству. Є вибірка {\displaystyle X=(X_{1},...,X_{n})} з невідомого розподілу{\displaystyle \digamma } . 
Перевіряється складна гіпотеза: {\displaystyle H_{1}={\digamma \in {\digamma _{\theta }}}},
де {\displaystyle \theta \epsilon \Theta \subseteq \mathbb {R} ^{l}} — невідомий параметр (скалярний або векторний), l- його розмірність.

Нехай {\displaystyle \mathbb {R} } розбите на k>lінтервалів {\displaystyle A_{1}\cup ...\cup A_{k}}, і {\displaystyle \nu _{j}} — число елементів вибірки, що потрапили в{\displaystyle A_{j}}. Але ймовірність {\displaystyle p_{j}=P_{H1}(X_{1}\in A_{j})=p_{j}(\theta )} тепер залежить від невідомого параметра .

Функція відхилення (1) також залежить від невідомого параметра, і використовувати її в критерії Пірсона не можна — ми не можемо обчислити її значення:
{\displaystyle \rho (X,\theta )=\sum _{j=1}^{k}{\frac {(\nu _{j}-np_{j}(\theta ))^{2}}{np_{j}(\theta )}}}(2.)

Нехай {\displaystyle {\hat {\theta }}={\hat {\theta }}(X)}- значення параметра {\displaystyle \theta }, що доставляє мінімум функції {\displaystyle \rho (X,\theta )} при даній вибірці X .
 Підставивши замість дійсних імовірностей pjїх оцінки {\displaystyle p_{j}({\hat {\theta }})} , одержимо функцію відхилення:{\displaystyle \rho (X,{\hat {\theta }})=\sum _{j=1}{k}{\frac {(\nu _{j}-np_{j}({\hat {\theta }}))^{2}}{np_{j}({\hat {\theta }})}}}.